# ABUデジスタ・ティーンズ
ABUデジスタ・ティーンズ（ABU Digista teens）は、NHK Eテレで放送されているアジア太平洋放送連合 (ABU) 主催の国際映像フェスティバル。

## 概要
『デジスタ・ティーンズ』（2010年 - 2012年）を発展させ、アジアの若者たちが映像作品を制作し、作品を通して文化交流を図る。10代の若者を対象としたABU教育プロジェクトの第2弾で『ABU未来への航海』（2003年 - 2009年）の後継企画。2010年にパイロット版「@ASIA」、2011年に第1回を開催。NHK文化祭で同時開催の「アジア教育プロデューサー会議」はこの番組の担当スタッフで構成している。

## キャスト・放送日時
| 回    | 司会     | 日本大会 放送日時              | 国際大会 放送日時              |
| ----- | -------- | ------------------------------ | ------------------------------ |
| @ASIA | 住吉美紀 | 2010年10月20日 水曜19:25-19:50 | 2010年10月27日 水曜18:55-19:55 |
| 第1回 | 神田愛花 | 2012年02月01日 水曜19:25-19:50 | 2012年02月11日 土曜16:00-17:00 |
| 第2回 | 桑子真帆 | 2012年11月03日 土曜16:00-17:00 | 2012年12月30日 日曜15:00-16:00 |

共通キャスト
- 司会：中谷日出
- ナレーション：ジョージ・ウィリアムズ

その他の出演者
- 吉澤ひとみ（@ASIA - 第2回日本大会）
- スピードワゴン（第2回日本大会）
- バッドボーイズ（第2回国際大会）

## 参加放送局
| 国・地域   | 放送局                          | 2010 | 2011 | 2012 |
| ---------- | ------------------------------- | ---- | ---- | ---- |
| 日本       | NHK 日本放送協会                | ◎    | ◎    | ◎    |
| タイ       | NBT タイ国営放送                | ◎    | ◎    | ◎    |
| マレーシア | RTM マレーシア国営放送          | ◎    | ◎    | ◎    |
| ブルネイ   | RTB ブルネイ国営ラジオテレビ    |      | ◎    | ◎    |
| ベトナム   | VTV ベトナムテレビ              |      | ◎    | ◎    |
| モンゴル   | MNB モンゴル公共放送            |      |      | ◎    |
| ミャンマー | MRTV-4                          |      |      | ◎    |
| 韓国       | KBS 韓国放送公社                | ◎    | ◎    |      |
| トルコ     | TRT トルコ国営放送              |      | ◎    |      |
| イラン     | IRIB イラン・イスラム共和国放送 |      | ◎    |      |
| 香港       | RTHK 香港電台                   | ◎    |      |      |

## 2010年 @ASIA
日本国内ワークショップ
2010年7月24日、東洋大学川越キャンパスで開催。
- 講師
  - アニメーショングループ：原恵一
  - 実写映像グループ：箭内道彦
  - 3DCGグループ：林田宏之

## 2011年 第1回
映像作品テーマ「Friendship 友情」
日本国内ワークショップ
2011年7月24日、京都精華大学で開催。
- 講師
  - 線画アニメーションコース：富野由悠季
  - 3DCGアニメーションコース：林田宏之
  - 実写映像コース：箭内道彦

国際映像フェスティバル
2011年12月26日、NHK・タイ・トルコの3元中継で開催。
| 国         | タイトル                        | 作者              |
| ---------- | ------------------------------- | ----------------- |
| 日本       | 少年と龍                        | チーム井上        |
| 日本       | Sunrise"ふくしま"               | チームうつくしま4 |
| 韓国       | Snow White Turns Down the Apple | K.Y.P             |
| マレーシア | Aliabu                          | Ossum3            |
| ブルネイ   | Rescue me                       | SiNARS            |
| トルコ     | HUNGRY BIRDS                    | 5 Foreign         |
| トルコ     | FRI & END                       | Ayran is Good     |
| ベトナム   | I will go to school             | The weeds group   |
| ベトナム   | FRIENDSHIP                      | PVQ VIDEO         |
| イラン     | World Without Borders           | Chocolate         |
| イラン     | Saving the doll                 | Chocolate         |
| タイ       | Ant Raft                        | The Greatest      |

## 2012年 第2回
映像作品テーマ「LIFE」
日本大会
- 日本国内ワークショップ：2011年7月29日、東洋大学川越キャンパスで開催。
- 日本代表決定：2012年11月3日の生放送で決定。

| コース         | メンター | 代表作品（タイトル｜作者） | 代表作品（タイトル｜作者） |
| -------------- | -------- | -------------------------- | -------------------------- |
| コマ撮りアニメ | 伊藤有壱 | PORTRAITS                  | コマぽよ                   |
| 3DCG           | 八木竜一 | ちばりよ!シーサー          | 電電電                     |
| 2Dアニメ       | 山内重保 | でてこう                   | 朝倉伝説                   |

国際映像フェスティバル
2012年11月25日、NHKとマレーシアの2元中継で開催。
| 国         | タイトル                          | 作者                     | 賞                 |
| ---------- | --------------------------------- | ------------------------ | ------------------ |
| マレーシア | OH!SHEEP                          | スーパー・シープ         | ビジュアルマスター |
| ミャンマー | Journey Life（人生という旅）      | ジュニア・アニメーターズ | ストーリーマスター |
| モンゴル   | The Gift                          | ソニックウェーブ         | ストーリーマスター |
| 日本       | PORTRAITS                         | コマぽよ                 | コンセプトマスター |
| タイ       | Shine                             | B.B.O.K                  |                    |
| ブルネイ   | The Plant of Life（植物という命） | サムシング・ディービアス |                    |
| ベトナム   | TO LIVE（生きるということ）       | ドリーム・チーム         |                    |